# Área de Conservação da Paisagem Kallukse
A Área de Conservação da Paisagem Kallukse é um parque natural situado no condado de Lääne-Viru, na Estónia.
A sua área é de 232 hectares.
A área protegida foi designada em 1978 para proteger a natureza e as paisagens próximas a Kallukse e os seus arredores. Em 1998, a unidade de conservação foi reformulada para área de preservação paisagística.